# 周㫤
周㫤（1454年—？），字啓明，直隸松江府華亭縣人，軍籍，明朝政治人物。

## 生平
成化十九年（1483年）癸卯科應天府鄉試第九十六名舉人。弘治六年（1493年）中式癸丑科會試第一百二十三名，三甲第一百一十二名進士。曾官浙江慶元縣知縣。十四年任福建建寧府建陽縣知縣，

## 家族
曾祖周觀；祖父周璧；父周訓，母梁氏；繼母陳氏。重庆下。弟周昺。